# ایامه جاستیسیالیستا
ایامه جاستیسیالیستا (انگلیسی: IAME Justicialista)
یک اتومبیل کامپکت بود که از سال ۱۹۵۴ تا ۱۹۵۵ توسط دولت آرژانتین به عنوان تلاشی برای توسعه صنعت خودروسازی بومی آرژانتین تولید شد. این خودرو  از دیفرانسیل جلو با موتور دو زمانه دو سیلندر و بدنه فلزی معمولی بود استفاده می کرد.